# Rüti (Zurich)
Pour les articles homonymes, voir Rüti.

Photo aérienne prise à 300 m par Walter Mittelholzer (1919).

Rüti est une ville et une commune suisse du canton de Zurich, située dans le district de Hinwil.

## Culture et patrimoine

### Héraldique
| Blason | Blasonnement : D'or à la lettre R majuscule de gueules. |